# Stochasticité démographique
La stochasticité démographique cherche à prendre en compte dans l'étude de l'évolution spatiale et temporelle d'une population, la dimension aléatoire des évènements. 
En dynamique des populations une partie du travail consiste à émettre des hypothèses sur les paramètres qui peuvent influencer l'évolution d'une population. Ces paramètres sont ensuite intégrés dans des modèles mathématiques qui donnent une représentation (souvent graphique) plus ou moins proche de la réalité. Il est important d'avoir à l'esprit qu'un modèle mathématique n'est pas « vrai », c'est, dans un cas particulier, avec des conditions environnementales et des facteurs propres à la population étudiée, qu'un modèle peut être fidèle à la réelle évolution d'une population. Ce même modèle peut s'avérer être complètement erroné dans d'autres conditions.

## Définition et concepts

### Définition
Les modèles mathématiques intègrent des variables aléatoires correspondant à l'incertitude de l'influence des paramètres environnementaux sur les populations, on parle alors de stochasticité environnementale. Quand ces variables aléatoires représentent les variations aléatoires des taux vitaux de chaque individu d'une population, on parle de stochasticité démographique. Les modèles déterministes considèrent que les taux vitaux sont constants pour tous les individus de la population.
La stochasticité démographique est un effet d'observation. Intuitivement, l'on comprend facilement que tous les individus d'une population ne peuvent avoir exactement les mêmes taux de survie et de reproduction. Au contraire, chaque individu a une singularité et des traits d'histoire de vie différents. Elle caractérise le fait que le taux de croissance d'une population est sensible à des facteurs (capacité à accaparer des ressources, à trouver un partenaire, …) qui influencent les taux de survie et de reproduction de chaque individu de la population de façon aléatoire. La densité-dépendance d'une population, la compétition intraspécifique et le sexe-ratio par exemple, sont des composantes de la stochasticité démographique. 
En sciences de la conservation, il est nécessaire de pouvoir prédire la taille d'une population à longs et courts termes afin de pouvoir cibler les populations pour lesquelles une action doit être mise en place.  Pour cela, depuis les années 1960, de nombreux modèles mathématiques ont été créés.

### Outils mathématiques
Inclusion de la stochasticité démographique dans un modèle logistique
Intégrer des variables aléatoires dans un modèle logistique est plus couramment effectué. Notamment grâce au logiciel ULM. Les évènements propres à chaque individu d'une population font varier aléatoirement la fitness des individus et par la même le taux de croissance de la population. Lorsque le nombre d'individus est grand, la somme de ces variations aléatoires tendent vers une moyenne. Le taux de croissance d'une population est d'autant moins sensible à la stochasticité démographique que la taille de la population est grande. La stochasticité démographique devient la composante stochastique majeure quand la taille de la population est de l'ordre de 100 individus ou moins. 
Inclusion de la stochasticité démographique dans un modèle matriciel de population
Les modèles déterministes utilisent un système matriciel pour l'analyse du taux de croissance d'une population structurée (voir modèle matriciel de population). Introduire des variables aléatoires dans  de tels modèles a été fait. On considère alors que la contribution de chaque individu à la génération suivante est une variable aléatoire indépendante et répartie de la même façon pour chaque année et pour chaque classe d'âge. Il est alors possible de calculer les probabilités d'extinction d'une population grâce à la variance démographique. Le principe est de décomposer cette dernière en valeurs stochastiques dans chaque taux vital.
Usuellement, on ne s'occupe que de la population femelle en supposant que les mâles ne sont pas limitant pour la reproduction.
On considère un modèle de population structurée en taille. La relation donnant le taux de croissance stochastique, est déduite des valeurs de la matrice. La meilleure façon de vérifier la pertinence de cette relation est de répéter de nombreuses fois la simulation stochastique. On parle de séries temporelles. On déduit du nombre important de valeurs obtenues, les moyennes des facteurs auxquels le taux de croissance d'une population est sensible et on s'intéresse aux taux qui font varier r le plus significativement. On obtient la valeur moyenne pour chaque année de ln(Nt+1/Nt) qui approxime s, le taux de croissance stochastique.

## Stochasticité démographique et traits d'histoire de vie
Les traits d'histoire de vie concernent les caractéristiques et les stratégies d'allocation de temps ou d'énergie au cours du temps entre la naissance et la reproduction. Beaucoup de facteurs peuvent influencer l'évolution des traits d'histoire de vie, notamment la stochasticité démographique.

### Évolution des stratégies annuelles et pérennes
Les plantes annuelles accomplissent leur reproduction et leur cycle de vie en une seule année, puis meurent, tandis que les plantes pérennes (vivaces) peuvent vivre plus longtemps et accomplir plusieurs cycles de reproduction. Les plantes annuelles sont généralement sémelpares, et les plantes pérennes itéropares.
Pour comprendre le rôle que joue la stochasticité démographique dans l'évolution de ces deux stratégies, on considère un modèle dans lequel il y a deux genres d’individus, les annuels (α) et les pérennes (P). A α, on attribue un taux de survie c et un taux de reproduction (fécondité) Bα. Il y a deux étapes dans le cycle de vie de P : les juvéniles et les adultes. On pose comme hypothèse que le taux de survie pour les juvéniles est identique au taux de survie des annuels (c), et on attribue pour les adultes un taux de survie p, ainsi qu’un taux de reproduction (fécondité) BP.
On exprime alors les taux de croissance pour les annuels et les pérennes, λα et λP ci-dessous :
```
      λ
α
 = cB
α

      λ
P
 = cB
P
 + p
```

Si λα est égal à λP, alors : 
```
      B
α
 = B
P
 + p/c
```

On remarque deux paramètres différents dans les relations des taux de croissance. Le paramètre déterminant la survie et celui déterminant la reproduction. En posant l’hypothèse que la reproduction est un processus déterministe, on analyse uniquement l’effet de la stochasticité démographique dans le processus de la survie.
Le résultat de la modélisation indique que la moyenne du nombre de descendants des deux catégories d’individus ne diffère pas significativement. En revanche, le coefficient de variation du nombre de descendants peut beaucoup varier selon le paramètre. Il y a une relation non linéaire entre le coefficient de variation et le taux de survie des juvéniles relatif à la fécondité des adultes (c/BP, c/Bα), ce qui permet de penser que la variation des taux vitaux sont plus ou moins sensibles à certains paramètres démographiques. Il apparaît donc nécessaire de savoir quels sont les paramètres pour lesquels la stochasticité démographique a le plus d'influence sur les taux vitaux. 
Si on ajoute un terme densité-dépendant, l'effet de la stochasticité démographique augmente. Dans le modèle déterministe, quand on ajoute un terme densité-dépendant ρ(t), les taux de croissance deviennent :
```
      λ
α
 = ρ(t)cB
α

      λ
P
 = ρ(t)cB
P
 + p
```

Via la relation Bα = BP + p/c, on arrive à :
```
      λ
α
 = ρ(t)cB
α
 = ρ(t)c(B
P
 + p/c) = ρ(t)cB
P
 + ρ(t)p
```

Le taux de croissance des annuels est donc inférieur à celui des pérennes, pour tous ρ(t) < 1. On en conclut que dans le modèle déterministe, la sélection naturelle favorise l'extinction des individus annuels et la croissance des individus pérennes.
La stochasticité démographique peut provenir du caractère discret de la taille d'une population, ce qui nécessite d'arrondir le résultat de l'arithmétique. La notion de "coin-tossing", c'est-à-dire le fait que les événements des traits d'histoire de vie des individus soient intrinsèquement probabilistes, est aussi considéré comme facteur de stochasticité démographique. La modélisation montre alors qu'il est possible que les annuels arrivent à la fixation, avec une fréquence initiale haute des annuels. Notamment, le seul effet de l'arrondi peut entraîner le placement de la population dans les points d'équilibre instables, mais auxquels elle ne peut s'échapper, avec une fréquence initiale intermédiaire des annuels. Cet effet disparaît lorsque l'effet de coin-tossing est pris en compte, créant la variance en λ qui permet à la population de s'échapper aux points d'équilibre. L'effet de l'arrondi étant toujours présent dans la nature, ce résultat suggère que la présence de la stochasticité démographique due à l'effet de coin-tossing peut effectivement renforcer la prédictabilité de la dynamique.

## Dispersion
La dispersion est un trait d'histoire de vie. Elle est, le mouvement effectué par un individu entre sa population de naissance et la population où il va se reproduire. En effet, le lieu de naissance d'un  individu, n’est pas forcément son lieu de reproduction. Les individus d'une population, sous contraintes externes ou internes quittent leur habitat de naissance. La dispersion constituerait donc un ciment cohésif qui unit les populations et définit de ce fait leur répartition. La stochasticité démographique a-t-elle une influence sur la dispersion d'une population ? Comment se fait-elle ?

### Modèle théorique
Une métapopulation est constituée d’un ensemble de petites populations locales occupant un réseau de petits patchs répartis et reliés entre eux. Les individus peuvent quitter des patchs occupés pour coloniser des patchs vacants. Ce comportement dispersif des individus, serait lié aux variations aléatoires de leurs paramètres démographiques.

#### La compétition et la dispersion
En l’absence de facteurs externes, dans une métapopulation, la taille des patchs est fonction soit de la densité, soit de la capacité de charge des habitats.
« Dans une population dont la taille a une limite fixe, quelle hypothèse explique ce qui arrive aux nouveau-nés ? Deux hypothèses sont envisageables ; soit ils restent dans les patchs et ils meurent soit ils dispersent ». C'est l'interrogation posée et la réponse donné par Claire Cadet et al afin de montrer que les modifications aléatoires qui peuvent intervenir dans une population génèrent assez de variabilité qui sont à la base de la dispersion. Ceci sous-entend qu’au sein d’un même patch, les individus de la même espèce, les apparentés qui naissent, en raison de la capacité limite des patchs, sont soumis à une rigoureuse compétition pour l’espace et les ressources. Ces deux paramètres sont fortement influencés par la densité de la population. 
Aussi, dans une population dont l'habitat est subdivisé en parcelle, une même parcelle a très peu de chance d’avoir le même nombre de survivant d’une année à l’autre, cela induit une hétérogénéité temporelle des effectifs sur un même territoire d'une année à l'autre. Sur deux parcelles proches également, on a très peu de chance d’avoir le même nombre de survivants même si elles ont la même capacité de charge. Cela induit une hétérogénéité spatiale du nombre de territoires disponibles. Étant donné que les territoires ont une capacité limite de charge, ces deux formes d'hétérogénéité entrainent des compétitions entre les individus. Cette compétition entre les individus généré par l'augmentation de la population, a pour conséquence,la variation des paramètres démographiques dans l'espace et dans le temps. Ces variations de paramètre sont dues plutôt à la stochasticité démographique puisse que les conditions externes sont supposés homogènes. Ces deux formes d'hétérogénéités induit par la compétition, sélectionnent pour la dispersion.

#### Évolution de la dispersion et la stochasticité démographique
Hamilton et al. (1977) proposent un modèle expliquant l’évolution de la dispersion. Ils considèrent une population de plante annuelle occupant de manière uniforme un espace, qu’ils ont subdivisé en N micro-sites occupés par au plus un individu. Le nombre de descendants totaux produits à chaque génération est supposé largement suffisant pour occuper tout l'espace disponible. Les descendants, soit dispersent soit restent sur place. Mais du fait qu’il y a une capacité limite de charge des micro-sites, la probabilité pour un descendant de s'établir et de se reproduire sur un patch donné est inversement proportionnelle au nombre d'individus (de plantules) en compétition avec lui, c'est-à-dire au nombre de graines qui sont arrivées. Ils ont aussi pris en compte les risques liés à la dispersion correspondant à la probabilité d'être perdue ou mangé en route par exemple. On a deux types d’individus, "normal", soit disperse ses descendants soit les laissent sur place et  "mutant", ayant une autre stratégie que les normaux. Ces derniers sont en fréquence très rare dans la population.
notations
- N: nombre d'emplacements, supposé très grand
- n: nombre de descendants produit par individu (supposé grand aussi);
- s: taux de survie lors de la phase de dispersion;
- x*:taux de dispersion par descendant de la majorité des individus de la population (stratégie de la population)
- x :taux de dispersion d'un individu rare par rapport à la stratégie x* des autres individus de la population.
- Nd : Nombre de descendant dispersés par chaque plantule;
- Nnd : Nombre de descendant non dispersé
- Nds : Nombre de descendant dispersé et ayant survécu
- NT : Nombre de descendant dispersé par les N plantules
- NTS : Nombre de descendant dispersé par les N plantule et ayant survécu.

On a les relations suivantes lorsque la stratégie du mutant n'est pas prise en compte.
- Nd =  n.x* ;
- Nnd = n.(1-x*);
- Nds = n.x*.s ;
- NT = n.x*.N;
- NTS = n.x*.N.s.

Après immigration et émigration,le site des individus normales contient: Nf = n.x*.s + n.(1-x*) et le site des mutants contient, Nfm = n.x*.s + n.(1-x). On peut, après les différents mouvements entre patchs, retrouver sur un même territoire des mutants et des individus normaux. On calcule ensuite la valeur sélective d'un mutant dans une population d'individus normaux,  puis on détermine l'ESS, stratégie évolutivement stable.
On trouve enfin x* = 1/(2-s). Si s tend vers 0, le taux de dispersion est de 1/2, donc la moitié des descendants sont dispersés, bien que la survie tende vers 0. Si s = 1, le taux de dispersion est 1, ceci implique que tous les descendants sont dispersés.
En somme, on se rend compte que même en l’absence des variations environnementales, la stochasticité démographique est susceptible de créer des variabilités nécessaires pour la sélection de la dispersion.Toutefois, le niveau de la stochasticité démographique seul n'est pas suffisant pour prédire la dispersion.
La prédiction de la dispersion à partir des modèles stochastiques présente néanmoins des limites ; ils sont une observation artificielle et ne sont pas des conséquences naturelles (travis and dytham 1998). La prise en compte d'un grand nombre de paramètres rend plus compliquées les interprétations.

### Application
Dans la pratique, il existe plusieurs modèles de la dispersion, dont le modèle exponential power function, Weibull Distributed Radial Distance, Brownian Motion in three dimensions etc. Plusieurs études suggèrent qu'aussi bien chez les espèces animales comme végétales, la distribution de la dispersion est fortement leptokurtique (distribution de probabilités dont la cloche est plus pointue que celle de la loi gaussienne)(Levin and Kerster 1974).
La recherche de la précision dans la prédiction, surtout dans le contexte actuelle de la nécessiter de conserver et de préserver, conduit à l'émergence sans cesse croissante des modèles stochastiques sur la dispersion. Ce comportement des êtres vivants qui joue un rôle très important dans les mécanismes d'instinction et de recolonisation, mérite d'être le plus réaliste possible. La viabilité des métapopulations est lié à cette dynamique instinction recolonisation. Cette relation étant connue, en biologie de la conservation, on se pose d'énorme question sur les possibilités de maximiser la viabilité des métapopulations. La précision des modèles permet une meilleure appréhension du processus de dispersion et une meilleure gestion des habitats. les modèles développés sont aussi appliqué en théorie des jeux qui constitue d’excellents outils didactique.

## Extinction

### Définition et concepts
L'extinction est un des plus importants procédés affectant la diversité biologique. Réduire l'impact des facteurs affectant le risque d'extinction est un point essentiel dans les plans de maintien de la biodiversité. Il est donc nécessaire de déterminer ces facteurs. Plusieurs études ont été faites sur ce sujet depuis la fin des années 1980. Souvent, les paramètres utilisés dans les modélisations ont été critiqués, notamment le fait que la stochasticité démographique, n'était pas assez prise en compte dans les analyses. En effet, bien que les populations soient soumises à des variations environnementales (voir stochasticité environnementale), la stochasticité démographique est significative dans l'influence des populations de petite taille. Les processus d'extinction d'espèces menacées ne peuvent donc pas être analysés sans inclure la stochasticité démographique. L'extinction est définie par le fait que la taille d'une population à reproduction sexuée atteint N = 1 dans une période donnée. C'est le but majeur des analyses de viabilité de population (PVA).

### Les prédictions d'intervalle de population ou PPI
Plusieurs facteurs peuvent entrainer la décroissance d'une population : difficulté à trouver un partenaire, faiblesse de défense contre les prédateurs,… Il s'agit en fait de comprendre, sous des conditions stochastiques quels facteurs font varier les taux de survie d'une population le plus significativement et les conséquences sur l'évolution de la taille des populations, notamment en déterminant un intervalle de prédiction de population (PPI). Le concept de PPI, introduit dans les PVA par Dennis et al. en 1991, est utilisé pour faire des prédictions des fluctuations de population. Il est défini par l'intervalle stochastique qui inclut la taille des populations inconnues avec la probabilité (1-x), où x est la probabilité que la variable que nous voulons prédire ne soit pas contenue dans le PPI. Cette approche permet d'examiner comment les effets stochastiques affectent la taille des populations.
En 1981, Shaffer propose que la stochasticité démographique détermine la taille viable minimale d'une population (MVP). C'est-à-dire la probabilité d'extinction de la population sur un temps donné. 

### Les limites et avantages des modèles stochastiques
Modèles logistiques
La décroissance d'une population de petite taille est due à l'effet Allee. La présence d'un effet Allee a des influences conséquentes sur la dynamique des populations et peut rapidement mener une petite population à l'extinction. L'effet Allee et sa composante stochastique ne prennent pas en compte le sexe ratio puisque seules les femelles sont étudiées. Quand la stochasticité démographique est incluse il est souvent observé que la probabilité d'extinction d'une population est donnée pour un temps diminué parfois de plus de 50 % par rapport au temps donné par un modèle n'incluant pas de stochasticité démographique.
Matrice de Leslie
Un grand nombre de simulations ont montré que la stochasticité démographique a un effet important sur la probabilité d'extinction car elle réduit la moyenne des contributions à chaque génération et augmente la variance démographique quand la population atteint une petite taille.(cf. ci-dessus). Le problème avec le modèle de Leslie est qu'il requiert un grand nombre de paramètres ce qui entraine des incertitudes sur les résultats.

### Pour aller plus loin
En 1999, un groupe de chercheurs a remis en cause la pertinence des critères des PVA mis en place pour la classification des espèces menacées par l'IUCN (Union Mondiale de la Conservation).